# Music of the Spheres (Doctor Who)
"Music of the Spheres" é um mini-episódio interativo da série de ficção científica britânica Doctor Who que estreou no Royal Albert Hall em Londres antes do intervalo do Doctor Who Prom em 27 de julho de 2008, para o qual foi especialmente feito. O Doctor Who Prom, incluindo o áudio de "Music of the Spheres", foi transmitido simultaneamente na BBC Radio 3. O episódio foi exibido no site oficial da BBC de Doctor Who durante o intervalo e o concerto em si foi filmado para transmissão posterior na BBC One em 1º de janeiro de 2009.
O episódio tem componentes ao vivo e pré-gravados: o componente pré-gravado acontece na TARDIS; o componente ao vivo é o Doctor Who Prom que aconteceu durante a primeira transmissão do episódio. Consequentemente, um componente importante dele é que ele quebra a quarta parede: o Doutor (David Tennant) "conversa" com o público e conduz a orquestra para executar sua sinfonia de Ode to the Universe. Ele é antagonizado pelo Graske (Jimmy Vee), que pretende causar problemas no Prom.

## Enredo
O início do episódio retrata o Décimo Doutor compondo Ode to the Universe: uma sinfonia baseada na "música das esferas" — uma representação auditiva dos padrões de gravidade do Universo. Durante a composição, um Graske se teletransporta para a TARDIS para avisá-lo sobre a iminente abertura de um portal dentro da nave. O Doutor se aproxima, ligando a TARDIS ao Doctor Who Prom no Royal Albert Hall. Ele conversa brevemente com o público e então conduz a orquestra em uma performance antes de perceber que o Graske escapou para o Prom com sua pistola de água. Ele força o retorno do Graske "revertendo a polaridade do fluxo de nêutrons" e o bane da TARDIS, para o outro lado da galáxia. No final do episódio, ele diz ao espectador que a música das esferas envolve a todos, e que "todo mundo tem uma música dentro de si. Cada um de vocês."

## Produção
Russell T Davies e Julie Gardner decidiram criar um "mini-episódio" para ser exibido no Doctor Who Prom, em parte porque o ator David Tennant não pôde participar do concerto ao vivo devido aos seus compromissos com a produção de Hamlet da Royal Shakespeare Company. Davies incorporou elementos interativos em seu roteiro para garantir que a apresentação ao vivo fosse "um evento":
Você pode assistir depois no site, ou no YouTube, ou o que for, mas, francamente, você nunca saberá como foi realmente a menos que estivesse no Albert Hall naquele dia. Nunca poderá ser capturado novamente. E essa é uma recompensa para as pessoas que compraram ingressos, fizeram fila e viajaram.— Russell T Davies
Davies procurou continuar a longa associação do Doutor com a música neste especial depois que percebeu que o Décimo Doutor ainda não havia demonstrado "qualquer aptidão musical". Em sua nota introdutória, Davies cita como exemplos das associações anteriores do Doutor com a música: o Primeiro Doutor se disfarçando como o mais famoso tocador de lira da Roma Antiga na corte do Imperador Nero em The Romans; o Segundo Doutor tocando sua flauta doce; o Terceiro Doutor cantando Aggedor para dormir com uma canção de ninar venusiana em The Curse of Peladon; o Quarto Doutor quebrando vidros cantando no estilo de Nellie Melba em The Power of Kroll; o Quinto Doutor tocando harpa em Gallifrey em "The Five Doctors"; o Sexto Doutor cantando ópera; o Sétimo Doutor tocando colheres; o Oitavo Doutor admirando o compositor Giacomo Puccini; e o Nono Doutor dançando com Rose Tyler ao som de "In The Mood" de Glenn Miller em "The Doctor Dances". Ao escrever o episódio, Davies expressou esperança de que "esta mini-aventura [mostraria] que a música pode assumir qualquer forma ou formato, seja cantando, tocando flauta doce ou até mesmo colheres". Ele afirma que "a música pode ir a qualquer lugar, alcançar qualquer pessoa e fazer de todos nós pessoas melhores. Assim como o Doutor".
O mini-episódio foi filmado no sábado, 3 de maio de 2008, o último dia de filmagem da quarta temporada, nos estúdios da BBC Wales em Upper Boat, Pontypridd. Jimmy Vee, "um amigo fiel do programa", foi chamado de volta para o papel do Graske que ele interpretou pela primeira vez no episódio interativo "Attack of the Graske". Murray Gold compôs a música especialmente para este mini-episódio. O arranjo da quarta temporada de Gold da música-tema de Doctor Who é usado para a sequência de abertura, e a versão original de Ron Grainer e Delia Derbyshire da música é tocada nos créditos finais.

## Transmissão e recepção
O episódio estreou no Royal Albert Hall antes do intervalo do Doctor Who Prom no domingo, 27 de julho de 2008, e pôde ser ouvido simultaneamente na BBC Radio 3.Também foi disponibilizado para assistir durante o intervalo no site oficial de Doctor Who e foi exibido na BBC One em 1º de janeiro de 2009 como parte da exibição do Doctor Who Prom.  A gravação da BBC Radio 3, incluindo o áudio de "Music of the Spheres", pôde ser assistido via BBC iPlayer por uma semana após a transmissão.
Freema Agyeman, que interpretou Martha Jones em Doctor Who e Torchwood, apresentou o episódio, que foi exibido em uma tela grande acima do palco e telas menores ao redor da borda do Dress Circle no Royal Albert Hall. Enquanto o Doutor se dirigia a eles, o público do Royal Albert Hall gritava respostas de volta. As folhas da partitura de Ode to the Universe foram jogadas no palco quando o Doutor as arremessou para a orquestra. Quando o Graske se esgueirou pelo portal, ele apareceu na plateia carregando a pistola de água do Doutor e esguichando a audiência. Um violoncelista teve que se defender de um ataque do Graske que prontamente saiu enquanto, na tela, o Doutor o puxava de volta para a TARDIS. O Graske na plateia era Jimmy Vee em traje e próteses.
"Music of the Spheres" foi imediatamente seguido por um Cyberman introduzindo o intervalo sob aplausos. Na BBC Radio 3, a apresentadora Sarah Walker anunciou o episódio e sua disponibilidade para assistir durante o intervalo no site oficial de Doctor Who. "Let's Do The Time Warp Again", apresentado pela escritora de ficção científica Justina Robson e produzido por Mark Berman, foi então transmitido pela BBC Radio 3 durante o intervalo em que Robson expressou suas opiniões sobre Doctor Who.

### Recepção
O Doctor Who Prom, descrito como "fantástico" por Davies, foi assistido por seis mil pessoas que foram abordadas diretamente na "cena estilo pantomima". Davies comentou que eles tiveram "um momento brilhante" e que "Music of the Spheres" envolveu "muita interação com o público". Ele também afirmou que o público no Royal Albert Hall teve uma "experiência única e única de Doctor Who", recompensando-os por seu esforço em chegar lá e fazer fila no calor.
Escrevendo no The Times, Caitlin Moran disse que a homilia do Doutor sobre música e autoexpressão foi "o momento mais comovente" no Prom, trazendo "o que poderia ter sido uma introdução maravilhosa, mas surreal e avassaladora à música orquestral" para "uma pergunta bastante adorável. Vocês gostaram desta orquestra, crianças? O que vocês fariam com uma?"